# Ротонда в Херсонесі
Херсонеська ротонда (375—602 рp. н. е.) — одна з найстаріших пам'яток візантийської архітектури та ранньохристиянського будівництва на території сучасної України.

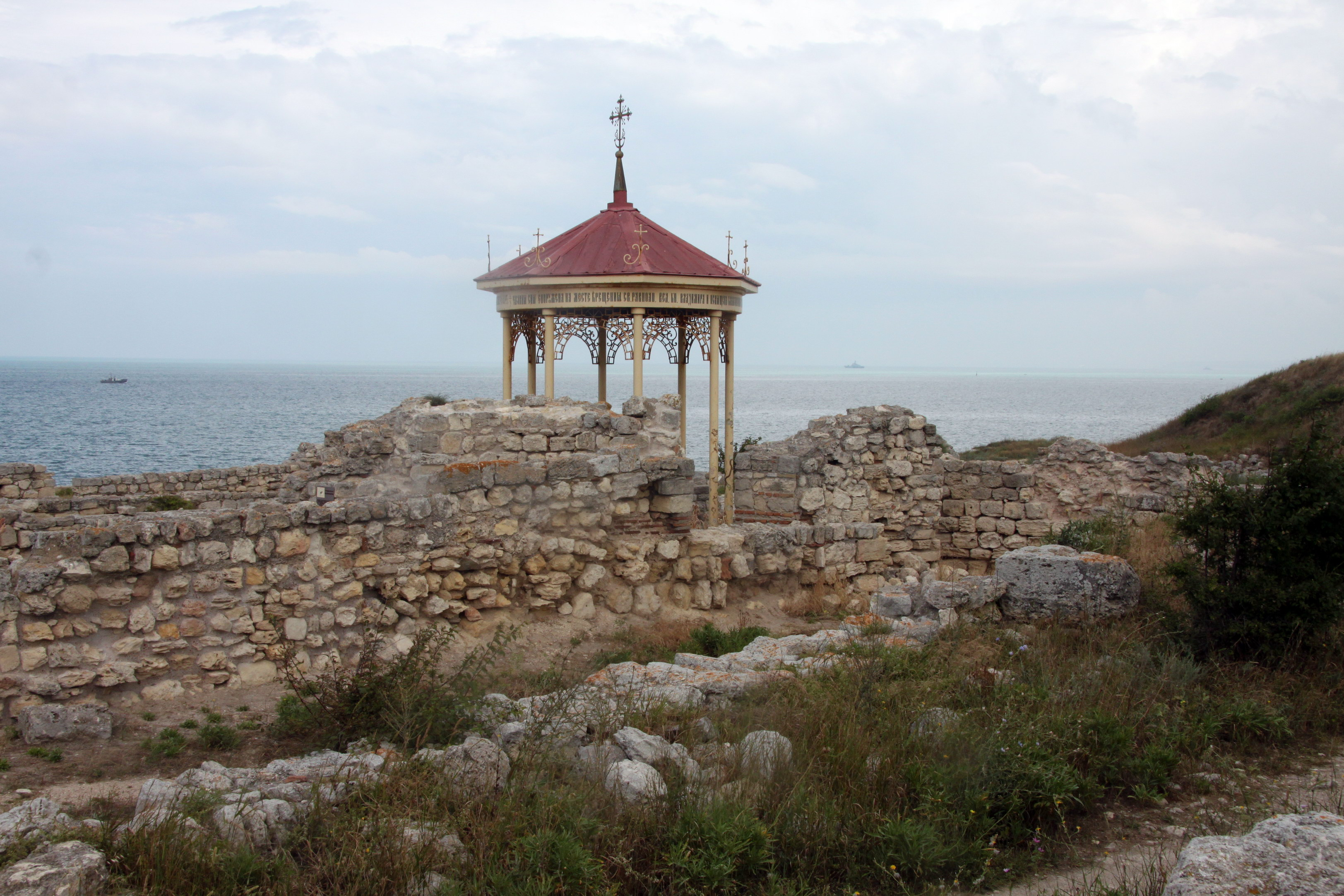

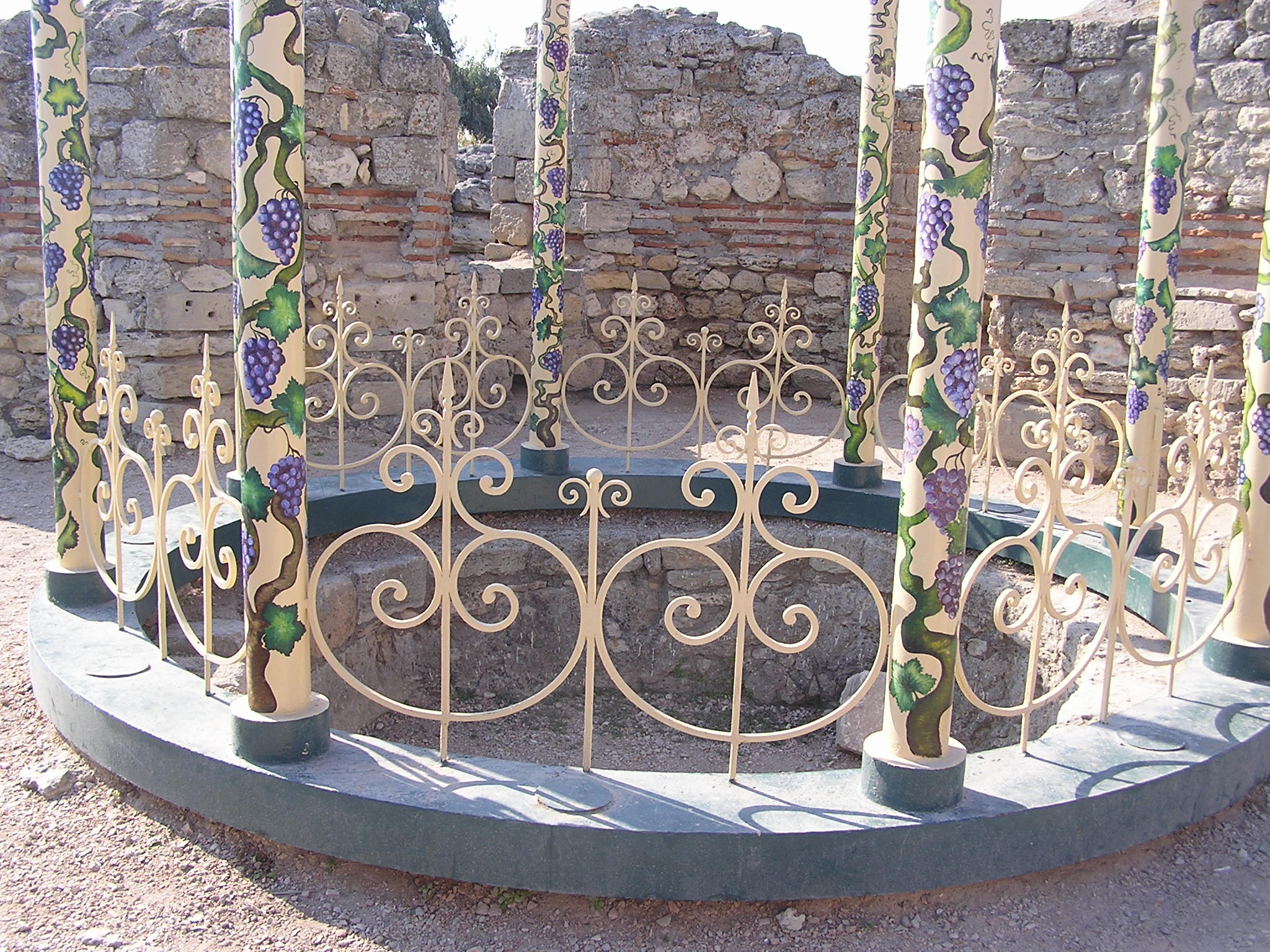

Базиліка та ротонда (справа)

Знаходиться вона біля великої базиліки 6-8 ст. на місці головного єпископального храму міста Херсонеса в ім'я апостолів Петра і Павла. На думку деяких вчених саме в цій ротонді хрестився київський князь Володимир.
В античних містах Причорномор'я розвивалося будівництво у ранньохристиянські часи. Найстаріші пам'ятки цього будівництва походять з Херсонеса Таврійського. В Криму знайдено понад 30 румовищ церков старохристиянських часів.
Найстаріші церкви міста мали в плані рівнораменний хрест. Подібного типу були округлі будови, так звані ротонди. Одна з найстаріших ротонд Херсонеса збудована перед 602 р. н. е. Ця пам'ятка не має собі рівних в цілій Центральній та Західній Європі.

## Дослідження ротонди
Херсонеську ротонду відкрили вперше 1877 року за сприяння Одеського товариства історії та старожитностей.
Дослідженням найбільшої базиліки в Херсонесі займався граф Олексій Уваров, тому в літературі вона відома під назвою «Уваровська базиліка». Перші дослідження ротонди зробив французький військовий інженер, який перебував на російській службі — Олександр Бертє-Делягард. 1901 ротонду досліджував Карл Косцюшко-Валюжинець. Під час розкопок в 1901 році у водостічній трубі з басейну були знайдені візантійські монети, з яких найстаріша була часів Валентиніана I (364—375) р. н. е. і найновіша Тіберія Маврикія 584 — 602 р. н. е., з іменем «Херсона» та буквою «К». Як відомо у старохристиянські часи був звичай хрестити дорослих людей. Під час хрещення кидали на щастя монети, які потрапили і в трубу. Англійський дослідник Причорномор'я — Е. Мінис датує час побудови ротонди 600 р. н. е..

## План ротонди
Як свідчить план поданий Бертє-Делягардом, будівля мала округлу форму, з чотирма раменами на чотири сторони світу, що утворювали рівнораменний хрест. Посередині ротонди був вибитий у скелі округлий басейн-купіль (0,82 м глибини, 2,85 діаметром) з викутим на дні хрестом з розширеними кінцями. Зі східної сторони для спуску в басейн знаходилися східці. Хрест у басейні був викладений мармуровими плитами, а поверхня самого басейну була вирівняна цеглою, покладеною на цементі. На основі цих даних археологи зробили висновок, що це була хрестильня (баптистерій) біля головної церкви Херсонеса. Три рамена хреста закінчувались апсидами, а західна частина була прямокутною. Північне та південне рамена (менші за розмірами) були тригранні, а східне пятигранне. Ротонда була перекрита сферичним покриттям, а апсиди напівсферичним перекриттям. В ротонду заходили через четверо дверей, основним був вхід через західні двері, в яких був збережений поріг. Мозаїка ротонди була викладена зі смальтових кубиків зеленого, жовтого, червоного, темно-коричневого кольорів ймовірно на синьому фоні, а також були кубики смальти з позолотою та посрібленням. Були знайдені також кам'яні кубики жовтого, помаранчевого, рожевого та білого кольорів. Зі східної сторони на поч. 20 ст. зберігалися ще фрески. З західної сторони при вхідних дверях був невеликий притвор.
В кінці 19 століття Херсонеська ротонда зберігала стіни ще до висоти вікон, а східна стіна з вівтарем була висотою до 4 м та мала три збережених вікна з трьома луками (арками), обкладених цеглою. Розмір будови був досить великим (14,5 на 13). Ротонда була збудована з каміння та цегли, що свідчило про візантійський спосіб будування. Цегла була плеската, майже квадратова, на думку Бертьє-Делягарда менша за царгородську і більш подібна до равенської та римської. Стіни були обкладені мармуровими плитами з рештками мальовидла (мозаїки та фресок). Долівки були викладені різнокольоровими плитами. Над апсидами було видно рештки склепіння.
З цієї будови не залишилося сліду, оскільки вони були знищені російською владою під час побудови церкви св. Володимира. В цей час були розібрані і інші старохристиянські святині. З матеріалу важливих для дослідників старохристиянських церков була збудована нова церква псевдовізантійського стилю. Бертьє-Делягард доводив, що саме в цій ротонді хрестився князь Володимир і саме її знищили російські архітектори для побудови собору.

## Триконхове заложення
Рання дата побудови та план церкви робить цю пам'ятку особливою, так я подібних собі аналогів вона у Європі не має. План побудови у формі триконха (живого асу) була відома у античному римському будівництві: Вілла Адріана (II ст.) та катакомбах св. Каліста (II—IV ст.) та в середньовіччі зустрічається в Константинополі, Вірменії в цвинтарних каплицях та також в центральній Європі, особливо в середньому Подунав'ї.

## Ротонди-церкви в Україні
В Україні старокняжої доби ротонди були відомі в Вишгороді, в Галичі, в Володимирі, в Горянах на Закарпатті. Малюнки хрещатих ротонд знаходимо на фресках в Софії Київській та в каплиці св. Хреста на Вавелю в Кракові, де вони були виконані українськими майстрами в 1470 р. Саме такий план (хрещате) заложення як у Херсонеській ротонді покладений в основу типових українських церков.
1997 р. вірні УПЦ Московського патріархату, очолювані благочинним Севастопольського округу о. Георгієм (Поляковим), вирішили видозмінити територію Національного заповідника «Херсонес Таврійський». Без будь-яких погоджень та дозволів на пам'ятці археології й архітектури — над купіллю баптистерію IV—X ст. — вони встановили металічну бесідку-ротонду.